# دينو بروني
دينو بروني (بالإيطالية: Dino Bruni)‏ مواليد 13 أبريل 1932 في بورتومادجوري، إيطاليا، هو دراج إيطالي في صنف سباق الدراجات على الطريق. شارك في دورة الألعاب الأولمبية الصيفية وفاز بميدالية أولمبية.

## سجل النتائج

### سباقات أو مراحل فاز بها
- طواف فرنسا
- طواف سويسرا
- طواف إيطاليا

## الميداليات
| الميدالية | المسابقة                       |
| --------- | ------------------------------ |
| فضية      | الألعاب الأولمبية الصيفية 1952 |

## وصلات خارجية
- الموقع الرسمي

## روابط خارجية
- دينو بروني على موقع أرشيف الدراجات (الإنجليزية)
- دينو بروني على موقع إحصائيات الدراجات الإحترافية (الإنجليزية)
- دينو بروني على موقع CycleBase (الإنجليزية)
- دينو بروني على موقع اللجنة الأولمبية الدولية (الإنجليزية)
- دينو بروني على موقع أوليمبيديا (الإنجليزية)
- دينو بروني على موقع اللجنة الأولمبية الإيطالية (الإيطالية)